# روبرت فاغان
روبرت فاغان هو متزلج على الثلوج كندي، ولد في 29 يوليو 1976 في كرانبروك في كندا.

## وصلات خارجية
- روبرت فاغان على موقع الاتحاد الدولي للتزلج (ركوب لوح الثلج) (الإنجليزية)
- روبرت فاغان على موقع أوليمبيديا (الإنجليزية)